# Anthophora meridionalis
Anthophora meridionalis är en biart som beskrevs av Fedtschenko 1875. Anthophora meridionalis ingår i släktet pälsbin, och familjen långtungebin. Inga underarter finns listade i Catalogue of Life.